# Anton-Syndrom
Das Anton-Syndrom ist ein seltenes neurologisches Syndrom. Es beschreibt die visuelle Anosognosie (fehlende Krankheitseinsicht) der eigenen (kortikalen) Blindheit nach Schädigung der Sehbahn beider Gehirnhälften. Das Anton-Syndrom geht zurück auf den österreichischen Neurologen Gabriel Anton (1858–1933).
Das Anton-Syndrom ist nicht mit dem Anton-Babinski-Syndrom zu verwechseln, das eine unilaterale Asomatognosie bezeichnet.

## Symptomatik
Die Betroffenen bemerken ihre Blindheit nicht und verhalten sich so, als wäre nichts geschehen. Die Nachfrage, ob das Sehen schlechter geworden sei, verneinen sie oft vehement. Hält man ihnen Dinge vor, so beschreiben sie diese vermeintlich erkannten Gegenstände so lebhaft wie falsch (Konfabulation).

## Anatomisches
Die für das Anton-Syndrom typische Hirnschädigung ist ein Hirninfarkt der Sehrinde beider Gehirnhälften. Mit Blut versorgt wird der visuelle Kortex über die Hirnstamm-Arterie, aus der die beiden hinteren Gehirn-Arterien entspringen. Selten kann ein Anton-Syndrom jedoch auch nach Schädigung der vorderen Sehbahn entstehen, etwa der Augen.
Eine Anosognosie kann auch für ausgefallene Teile des Gesichtsfeldes eintreten, wobei die Betroffenen den Ausfall nicht bemerken. Es ist nicht ungewöhnlich, dass beispielsweise eine Blindheit in der gesamten linken Gesichtsfeldhälfte erst dann auffällt, wenn der Betroffene gehäuft gegen den linken Türrahmen läuft.

## Historisches
Der erste von Gabriel Anton beschriebene Fall ist der einer Frau Ursula M., die ihre komplette kortikale Blindheit nicht erkannte. Eine diskrete Wortfindungsstörung hingegen störte sie sehr, weshalb sie sich sehr darüber beklagte.
Es wurde bereits 1885 ein Fall durch Constantin von Monakow bekannt, der eine kortikale Blindheit erlitten hatte. Dieser hatte seinen kompletten Sehverlust nicht erkannt und verhielt sich so, als ob er sehen könne. Seine allgemeine Gebrechlichkeit jedoch erkannte er und machte auch Anspielungen darauf. Die Untersuchung seines Gehirnes nach seinem Tode zeigte, dass er Schädigungen seiner Sehrinden beider Hemisphären erlitten hatte.